# 有賀由衣
有賀 由衣（ありが ゆい、12月1日 - ）は日本の女性声優、舞台女優。フリー。以前はプロダクション・エースに所属していた。東京都出身。

## 来歴
勝田声優学院第18期卒業。かつてはマウスプロモーション附属養成所に在籍していた。2009年に『シャングリ・ラ』でアニメ初レギュラーを果たした。

## 出演

### テレビアニメ
2007年
- がくえんゆーとぴあ まなびストレート!（生徒）

2009年
- シャングリ・ラ（美邦）

2011年
- R-15（部長）

2013年
- 生徒会の一存 Lv.2（女性店員2）

2014年
- 棺姫のチャイカ AVENGING BATTLE（アリーナ・ハルトゲン）

### OVA
1998年
- 超機動伝説ダイナギガ（ひかりの兄）

2011年
- R-15（部長）※小説10巻付属DVD

### ゲーム
2004年
- 解決! オサバキーナ

2011年
- R-15 ぽーたぶる（部長）

### 吹き替え

#### 映画
- ある日モテ期がやってきた
- 愛しのベス・クーパー（パティ・ケック〈アンナ・メイ・ウィルズ〉）
- ウェイバリー通りのウィザードたち ザ・ムービー（ジゼル〈ジェニファー・ストーン〉）
- オフロでGO!!!!! タイムマシンはジェット式
- 16ブロック（クリスティーナ）
- S.W.A.T.（オペレーター）
- ソウ6（エミリー〈ラリッサ・ゴメス〉）
- ハワードと七人の魔法使い
- ヘッドハンター（アリソン・キーツ〈コンチータ・キャンベル〉）
- マリアの輝く星
- ミノタウロス（ヴェナ）

#### テレビドラマ
- アマンダ・ショー（ケリー）
- NCIS ネイビー犯罪捜査班（トレイシー）
- ギルモア・ガールズ3（ジェニファー）
- コールドケース5（カイリー・クレイマー(過去)）#5
- 新ビバリーヒルズ青春白書（ダーリーン〈ソーニャ・ロックウェル〉）#19
- Dr.HOUSE3（ルーシー〈ベイリー・マディソン〉）
- チャーリー・シーンのハーパー★ボーイズ シーズン3、4（キャンディー〈エイプリル・ボウルビー〉）
- 夏の香り
- 僕の彼女は九尾狐（パン・ソンニョ〈ヒョミン〉）
- ヤング・スーパーマン シーズン8（ライブワイヤ）#21

### アニメ
2004年
- アクアキッズ（ダーキス）

2005年
- フォスターズ・ホーム（ベリー、バリー）

2006年
- たいせつなきみシリーズ いちばんうれしいおくりもの（モリー）

### ドラマCD
- とある魔術の禁書目録アーカイブス 4巻（ナース1）

### 舞台
- ドラマラボ・エモティオ第2回公演「二重の不実」（2004年） - シルビィヤ役
- STONEψWINGS第7回公演「人形の家」（2006年） - ノラ役 ※主演

### ラジオ
- シャングリ・ラ コエラボぶっちゃけラジオ!!（コエラボ：2009年7月 - 2009年9月）

### その他
- ストライクウィッチーズ2（PVナレーション）